# Убийца (фильм, 1963)
Убийца (фр. Le meurtrier) — психологический триллер режиссёра Клода Отан-Лара, вышедший на экраны 11 января 1963.

## Сюжет
Экранизация романа Патриции Хайсмит «Бестолочь». Букинист Киммель, которому жена открыто наставляет рога, убивает её рядом с автобусной остановкой в окрестностях Ниццы. Благодаря фальшивому алиби ему удается уйти от ответственности. Сотрудник проектного бюро Вальтер Саккар внимательно следит за этим делом по газетным публикациям. Он женат на Кларе, истеричной и психически неуравновешенной женщине, отказывающейся дать ему развод. Будучи уверен, что Киммель виновен, Саккар посещает его магазин, чтобы своими глазами посмотреть на убийцу, и оставляет тому свой адрес, прося раздобыть нужную книгу.
Через некоторое время Клара решает поехать на автобусе к больной матери, и Саккар преследует её на автомобиле до промежуточной остановки, где пассажиры выходят, чтобы посетить кафе. Он пытается обнаружить среди них свою жену, но безуспешно. Вскоре её тело находят неподалеку от остановки, на дне речного каньона, и полиция предполагает самоубийство, но инспектор Корби усматривает странное сходство между смертями Элен Киммель и Клары Саккар. Вальтер Саккар, который сам не может понять, собирался ли он убивать жену или нет, постоянно либо лжет инспектору, либо скрывает информацию, а потому попадает под подозрение, тем более, что не имеет алиби. Дело Киммеля также возобновляется, ибо, размышляя над поведением Саккара, Корби догадывается, каким образом букинист обеспечил себе алиби.
Саккар не может успокоиться и снова посещает букиниста, чем приводит того в бешенство. Ночью Киммель проникает в его дом и пытается шантажировать Вальтера, угрожая сообщить о его визитах полиции и прессе, и обвинить в убийстве жены. Саккар бежит в полицию. Корби, безуспешно пытавшийся добыть сведения у любовницы Саккара Элли, пользуется ситуацией, чтобы стравить обоих предполагаемых убийц, и добиться признания, но события принимают неожиданный оборот, поскольку Киммель, оказавшийся весьма опасным человеком, проникается маниакальным желанием разделаться с Саккаром.

## В ролях
- Морис Роне — Вальтер Саккар
- Герт Фрёбе — Киммель
- Марина Влади — Элли
- Робер Оссейн — инспектор Корби
- Ивонн Фюрно — Клара Саккар
- Полетт Дюбо — Элен Киммель
- Клара Гансар — служанка
- Лоранс Бади — официантка
- Жак Моно — комиссар
- Гарри Майен — Тони

Черно-белый фильм совместного франко-германо-итальянского производства снимался в Ницце и Ментоне (финальная сцена на концерте). Во Франции вышел в прокат 11 января 1963, в ФРГ 13 февраля, в Италии 26 февраля. В Великобритании и США демонстрировался под названием «Enough Rope».